# ウォーカー・アート・センター

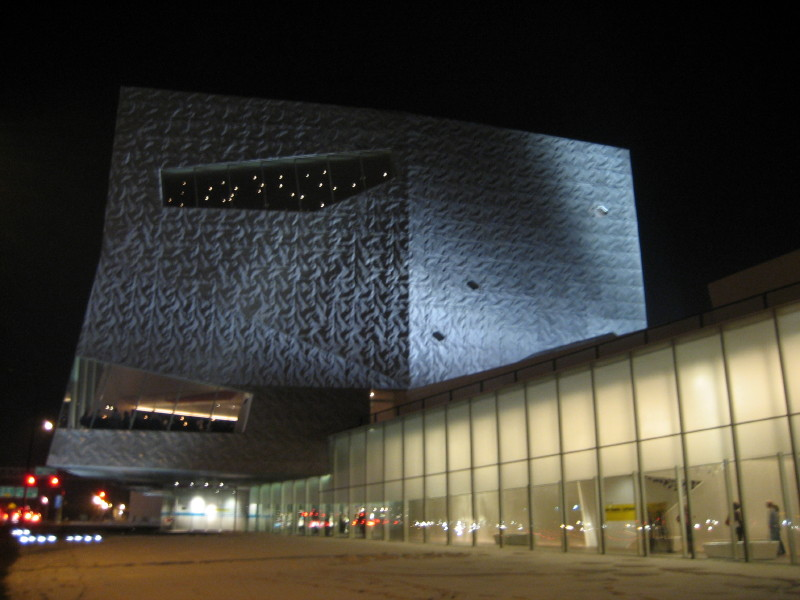
ウォーカー・アート・センター（夜景）

ウォーカー・アート・センター (Walker Art Center) は、アメリカ合衆国ミネソタ州ミネアポリス市にある美術館。近現代美術専門の美術館であり、また演劇・ダンス・音楽の公演や映画上映も行う総合的なアートセンターである。

## 歴史
1879年、製材業で名をなしミネアポリスの公立図書館も寄付した名士トーマス・バーロウ・ウォーカー（Thomas Barlow Walker）により自邸の一部を使用し「ウォーカー・ギャラリー」が創立された。これは、近代ヨーロッパ絵画や中国陶磁など自身の美術コレクションを無料で市民に公開することで、共同体や芸術家に富を還元するための場所であった。美術館は1927年に現在地に移転した。
1938年、大恐慌の影響により美術館も苦境に陥り、ウォーカー家の個人経営から新設されたミネソタ・アーツ・カウンシル（Minnesota Arts Council）の経営に移り、アッパー・ミッドウェスト（中西部北部）初の公立美術館となった。アーツ・カウンシルは、当時失業芸術家を支援していた公共事業促進局（WPA）に、ウォーカー・ギャラリーを「市民への教育機能を持った公立のアートセンター」へと再編する提案を行い、WPAの支援によりウォーカー・アート・センターが成立した。
1940年代に入り、ギルバート・ウォーカー夫人の寄付により同時代の重要な作家であるパブロ・ピカソ、ヘンリー・ムーア、アルベルト・ジャコメッティらの作品を購入したことから現代美術へ焦点を当てた収蔵・展示を行うようになった。1960年代以降、意欲的な内容の展覧会を多く企画するようになり、アンディ・ウォーホル、ロイ・リキテンスタイン、オノ・ヨーコ、ナムジュン・パイク、マシュー・バーニーなどの作品の収蔵を続け、アメリカや世界の美術界の最前線をリードする美術館のひとつとして評価されている。
創立当時や再編当時の精神に基づき、展覧会やコレクションをもとに、多様な住民を対象にした美術講座や教育プログラムなどを開催しており、芸術を通して共同体・文化・個人のあり方を問いその形成に寄与することを目的に掲げている。年間の来客数は全米でもトップクラスである。

## 施設
ウォーカー・アート・センターは、ミネアポリスのダウンタウンの南西部に位置する都市型美術館であり、17エーカー（69,000平方m）の敷地に美術館建築や公園がある。北棟は1971年にニューヨークのIBMビルなどの設計で知られるエドワード・ララビー・バーンズの設計により竣工した。さらに、さまざまな芸術をまたぐアートセンターを目指す意図で、1999年から2005年にかけてテート・モダンなどで知られるスイスの建築家ヘルツォーク&ド・ムーロンの設計により拡張工事が行われ倍の大きさとなった。拡張部分には新展示室やレストラン、385席の劇場がある。
1988年、ウォーカー・アート・センターとミネアポリス公園・レクリエーション委員会の共同事業として、ランドスケープ・アーキテクトのミシェル・デヴィーニュの設計により、センターの敷地の北側に大規模な彫刻庭園・ミネアポリス彫刻庭園（Minneapolis Sculpture Garden）が開園した。園内には〈スプーンの橋とサクランボ〉（Spoonbridge and Cherry, 北緯44度58分12.9秒 西経93度17分20.6秒 / 北緯44.970250度 西経93.289056度）などの作品がある。1992年に11エーカー（44,500平方m）の広さに拡張され、さらにセンターの西側に4エーカー（16,000平方m）の拡張部分を建設する計画もある。

## 参照
1. ↑   History
2. ↑  『建築がすごい世界の美術館』パイインターナショナル、2015年、123頁。ISBN 978-4-7562-4592-2。
3. ↑  小林頼子『花と果実の美術館 名画の中の植物』八坂書房、2010年、112頁。ISBN 978-4-89694-967-4。